# 3H Company
3H Company (стилизованно IIIH company) — российская хип-хоп-группа, состоящая из трёх участников распавшегося в 2009 году коллектива 2H Company: Ильи Барамии, Михаила Феничева и Михаила Ильина. О воссоединении музыкантов было объявлено в июне 2021 года. Первое выступление трио состоялось спустя месяц — 14-песенный трибьют-концерт собрал сотни зрителей. В настоящее время на счету коллектива 11 выступлений.
Первый релиз — 14-песенный трибьют-альбом «8 жизней», включающий каверы на треки из альбомов «Психохирурги», «Искусство ухода за АК-47» и «Дикие ёлочные игрушки», — вышел 17 сентября 2021 года и вызвал смешанные чувства у слушателей, отметивших: с одной стороны, свежие аранжировки, но в то же время — отсутствие новых песен. На трек «Адекватно» был снят отмеченный зарубежными наградами и текстовыми материалами видеоклип. Второй релиз — мини-альбом (макси-сингл) MYSUKA, включающий три новые песни, — вышел 15 апреля 2022 года.

## Состав группы
Основные участники
- Илья Юрьевич Барамия — битмейкер. Участник групп «Ёлочные игрушки», 2H Company, Christmas Baubles, «Самое Большое Простое Число», «Пёс и группа», Rave Smith, «АИГЕЛ»[2].
- Михаил Юрьевич Ильин — эмси. Участник хип-хоп-групп «Провинция»[3], 2H Company, Mishamish[4]. С 2017 года живёт в США[5].
- Михаил Олегович Феничев — автор текстов, эмси. Участник групп «Провинция»[3], 2H Company, Mishamish[4], «Есть Есть Есть».

Приглашённые концертные участники
- Антон Дронов (N-Tone) — тёрнтейблист[6][7].

## Предыстория

### 2H Company (2001—2009)
В 2001 году сформировалось IDM-хип-хоп-трио 2H Company: участники электронного дуэта «Ёлочные игрушки» Александр Зайцев и Илья Барамия объединились с поэтом Михаилом Феничевым и записали первый трек. Позже к группе присоединился Михаил Ильин в качестве второго эмси. 16 июля 2004 года квартет выпустил альбом «Психохирурги» на CD, в 2005 году — виниловое переиздание 2H Company. После ухода Михаила Ильина, 22 марта 2007 года вышел альбом «Искусство ухода за АК-47». Оставшееся трио окончательно распалось в 2009 году.

### Попытка воссоединения (2019)
Летом 2019 года Ильин прибыл в Санкт-Петербург из Бруклина. О приезде знали его знакомые из Новой Голландии, которые и предложили квартету собраться снова. Однако для Барамии имеющихся на подготовку двух дней не хватало на организацию такого мероприятия. Зайцев же, не желая возвращаться к пройденному, отказался участвовать.
В итоге 8 сентября Ильин и Феничев выступили вместе с DJ Скотчем в пространстве «Kuznya House» в знак завершения книжного фестиваля «Ревизия»: трио под названием Mishamish исполнило кавер-версии песен из альбома «Психохирурги», а также «Полоски» и «Рэп больше не кал» из «Искусства ухода за АК-47». Днём в прямом эфире музыкантами был отыгран диджей-сет на онлайн-радио Новой Голландии «NHI FM».
2 ноября того же года на концерте группы «АИГЕЛ» в петербургском клубе «ZAL» в качестве секретного гостя появился Михаил Феничев, вместе с которым Айгель Гайсина исполнила песню «Адекватно» под старый бит.

## История коллектива

### 2021

#### Воссоединение и дебютный концерт
В 2021 году Ильин традиционно собирался летом прибыть в Россию, и инициатором воссоединения выступила на сей раз подруга Мария Тарнавская, редактор «Афиши» и координатор площадки проекта «Севкабель Порт», предложившая организовать концерт. Оба Михаила были за (по мнению Ильина, Феничев «рад любой движухе — он всегда готов»). Поскольку на этот раз был месяц на подготовку, то и Барамия, не занятый тогда работой с Айгель, согласился, но при условии, что у группы будет тур. Зайцев вновь отказался участвовать, из-за чего было принято решение поменять название на 3H Company (стилизованно IIIH company). По словам Феничева, число три в названии обозначает не столько количество участников, сколько символизирует «новый шаг, следующую ступень». Логотип группы создан Кужегетовым Максимом и Михаилом Рулем из студии дизайна WOOF.
3H Company — это переформатированная группа 2H Company.
Илья Барамия
Из исходников на старых жёстких дисках Илья нашёл только «плохо записанные» а капелла, поэтому решил сделать совершенно новые аранжировки. Музыкант поначалу испугался результата, но затем, услышав свои биты вместе с голосами и отрепетировав программу, почувствовал интересность звучания: «Читка всё собирает. Энергия умножается». Но при этом у Барамии, несмотря на «хорошие, временем проверенные» тексты, всё же были сомнения насчёт актуальности проекта.
В СМИ о воссоздании коллектива было объявлено 2 июня 2021 года. Феничев так прокомментировал новость: «Думая о том, что можно сказать про воссоединение, я представляю плохо освещённую маленькую сцену в видавшем виды безлюдном баре. На неё из темноты выходят три грузных джаз-музыканта с палочками и седой щетиной. Но всё это звучит грустно, и в памяти всплывает спасительная аналогия: седобородые старики из Beastie Boys встречаются в нью-йоркском парке и начинают неистово рубиться в баскет. В общем, я точно так же, с удовольствием, порублюсь при нашей игре». Барамия главной идеей воссоединения назвал возвращение в прошлое с целью переосмысления двух классических альбомов 2H Company и уточнил: «Посмотрим, что из этого получится и насколько переработанные версии песен будут интересны новому слушателю».
Из-за участия Феничева в новом проекте был перенесён релиз продолжения «Сказок для Кейто» — следующего альбома группы «Есть Есть Есть», в которой Михаил также ответственен за текстовую составляющую и речевое исполнение.
Первое выступление было запланировано на 4 июля на фестивале St. Fields в «Севкабель Порту», но из‑за распространения коронавирусной инфекции COVID-19 фестиваль был перенесён на 18—19 сентября, причём участие 3H Company находилось под вопросом. Однако 1 июля всё же было анонсировано бесплатное выступление коллектива — и группа, в качестве тизера фестиваля, выступила 4 июля на Морской площади «Севкабеля», собрав сотни зрителей/слушателей. По окончании программы Феничев поблагодарил команду «Севкабеля» и Марию Тарнавскую, в частности; а перед тем, как покинуть сцену, музыкант предупредил публику насчёт основной версии St. Fields: «В сентябре будет расширенная программа. С новой песенкой, возможно». Ильин и Барамия также выступили с диджей-сетами соответственно перед концертом и после. И хотя 3H Company вошли в финальный лайнап фестиваля, очередной перенос вновь поставил выступление под вопрос; группа не попала в состоявшийся 18 сентября приквел St. Fields, а основная программа мероприятия теперь была назначена на ноябрь—декабрь. Однако в итоге дата мероприятия стала не определена, а 26 января 2022 года фестиваль St. Fields был отменён организаторами.
Я для себя называю наши музыкальные композиции песнями-историями. Что на самом деле не лучшая форма для музыки. Надо постоянно следить за текстом. Наверное, невольно думаешь: «Что, кто, куда пошёл? Я что, должен на концерте стоять и всё это выслушивать?»Михаил Феничев

#### Дебютный студийный альбом и выступления после трибьюта
Первый релиз группы изначально был намечен на весну 2022 года. Однако 17 сентября 2021 года при посредничестве лейбла Doing Great Music на цифровых площадках вышел дебютный альбом группы под названием «8 жизней». Трибьют включает в себя кавер-версии на треки 2H Company: 8 из альбома «Психохирурги», 5 из «Искусства ухода за АК-47» и 1 из альбома-коллаборации «Дикие ёлочные игрушки»; по сравнению с оригиналами в песнях стало меньше мата (и больше эвфемизмов). Обложка разработана студией WOOF, также занимающейся оформлением релизов «АИГЕЛ». 14 февраля 2023 года альбом стал доступе на CD благодаря лейблу «Заплатка».
Изначально на 15 сентября был назначен, согласно афише, «единственный концерт в Москве» в арт-центре Mutabor. Однако 13 сентября было объявлено о переносе, а 24 сентября объявлена новая дата — 14 октября. За пару дней до концерта на официальных страницах 3H Company в VK и Instagram была опубликована минутная видеозапись с репетицией в студии новой песни, на сцене она была исполнена дважды (второй раз — на бис) и благодаря припеву стала известна среди слушателей как «Техно меня доведёт» («MYSUKA, Pt. 2»). На следующей неделе у трио состоялся концерт в баре «Мачты», расположенном в «Севкабель Порту».
11 декабря на церемонии вручения премии Jager Music Awards 2021 в московском клубе Blackout в Крымском мосту группа выступила с тремя ещё не выпущенными песнями, посвящёнными музыке, в том числе «MYSUKA, Pt. 2», при этом Ильин на сцене не присутствовал, все песни были исполнены Феничевым, а место третьего участника занял московский диск-жокей N-Tone, дополнявший выступление тёрнтейблизмом (скретчингом).

### 2022

#### Первый музыкальный видеоклип
В честь воссоединения музыкантов старый друг Феничева, занимающийся продакшеном и очень любящий песню «Адекватно», летом 2021 года предложил бесплатно снять клип для группы. По словам Барамии, пояснения касательно стилистики музыкального видео были длиннее самого сценария, и съёмочной группе был дан карт-бланш.
Кастинг Кирилла Якушенко на роль главного героя был одобрен самими музыкантами. Позже актёр признался, что прямо на пробах «влюбился в историю, стилистику, в вопросы и задачи, которые ставит сценарий».  На роль невесты и вдовы была взята модель Елена Шабалова. Креативным продюсером и сценаристом выступил Николай Никитин из студии Bites, оператором-постановщиком — Андрей Майка, режиссёром — Лео Горенштейн из Тель-Авива. Съёмки, начавшиеся в декабре и закончившиеся 21—22 января 2022 года, велись в брежневской панельке в стиле брутализма между Свердловской набережной и Большеохтинским проспектом. Выбор локации в пресс-релизе объяснён несколькими опосредованными приметами: оригинальностью проекта и находившимися в этом доме организациями — свадебным салоном и магазином радиодеталей «Радио.Музыка» (о котором напоминает конструкция на крыше), а также проходившими в ресторане на первом этаже концертами ленинградского музыканта и певца Аркадия Северного. Для вступительного кадра была использована советская открытка, анимированная на постпродакшене, а для завершающего — сооружён картонный макет. Работа была закончена ещё до вторжения России на Украину, начавшегося 24 февраля 2022 года.
Илья анонсировал видеоклип в октябре 2021 года в интервью «Медузе». 21 марта 2022 года был создан официальный YouTube-канал музыкальной группы, и на следующий день на площадках YouTube и «VK Видео» вышло официальное музыкальное видео на песню «Адекватно» в исполнении 3H Company, а 24 марта оно появилось на Vimeo в разрешении 4K. На трёх видеохостингах ролик набрал более 95 тыс. просмотров.По словам Горенштейна, целью было создать психологический триллер с общим антирежимным посылом, пронизанный тревогой и паранойей. В качестве вдохновения Лео назвал 1980-е годы в СССР, фильмы «Жилец» Романа Полански и «Бартон Финк» братьев Коэнов, а местом действия был выбран «маленький фашистский городок, где проблемы, которые мы видим в этом микромире, выходят наружу». Результат режиссёр описал как абсурдистское кафкианское произведение. Психолог и актриса Юлия Яновская, исполнившая роль подруги невесты, отметила следующие вопросы, затрагиваемые в клипе: Что такое адекватность и как она определяется? Где границы допустимого и кто судит? Нормально ли веселиться на похоронах? Как себя вести, чтобы не попасть под осуждение? Как остаться верным себе, когда мир вокруг постепенно наполняется абсурдом?
Повествование начинается с того, что главный герой — «лишний человек», фотограф — загружает плёнку в винтажную 35-мм камеру «Зенит». Далее на лестничном проёме он получает деньги за предстоящую работу от отца невесты — своего рода Харона, пропускающего в мир мёртвых. Затем в неизменной квартире одни и те же персонажи проводят грустную молчаливую свадьбу и весёлые громкие поминки. Ещё одним обыгранным в клипе мифом является «кража души» через фотографирование спящего.

#### Дебютный мини-альбом и продолжение концертной деятельности
В середине 2021 года Феничев сочинил три взаимосвязанных небольших текста. Потенциальный новый релиз группы окрестил «микроминиипишкой». При этом при написании новых тестов Михаил интуитивно чувствовал, какому коллективу больше подходит та или иная новая песня: 3H Company или «Есть Есть Есть» (как раз готовящего четвёртый студийный альбом). И в целом Феничев между работой в группах не разрывается, а, по собственному признанию, «одним процессом по-хорошему отвлекается от другого».
15 апреля 2022 года был выпущен мини-альбом MYSUKA, включающий три пронумерованные одноимённые песни. Илья Барамия поделился: «Релиз был намечен на 5 марта, конечно, мы его отменили. Долго собирались с духом и решили издать. Пусть это будет наша не громкая, но конструктивная нота в этот день».
И хотя в первые месяцы существования трио планировалось, что группа будет давать 4—5 концертов в год — тогда, когда из-за рубежа будет приезжать Ильин, в 2022 году состоялись выступления Барамии и Феничева без второго Михаила.
20 мая было выпущено получасовое видео в рамках проекта «МТС Live». Феничев и Барамия исполнили четыре песни и дали интервью ведущим — певице Полине Фаворской и продюсеру Андрею Клюкину, а также за кадром побеседовали с Владимиром Наумовым. 2 июня на сайте «Института музыкальных инициатив» (ИМИ) появилась подборка из восьми рекомендуемых Барамией или Феничевым произведений о музыке; в этот же день на сервисах «МТС Music» и «Яндекс Музыка» был представлен составленный музыкантами плейлист из 15 треков.
25 июня 3H Company (без Ильина) выступили на фестивале «Violet. Дикая мята» (куратором которого является Илья Барамия) в деревне Бунырево Тульской области. 7 августа выступили в московском пространстве «K-30», вновь без Ильина.
По предложению музыкального куратора Александра Арляпова 3H Company и «АИГЕЛ» были выбраны в качестве хедлайнеров десятого и последнего фестиваля Street Vision в Томске. Однако из-за «нежелательности» второго проекта возглавили программу в итоге 3H Company и KUTMAN, чьё выступление состоялось 17 сентября. Полуторачасовой сет завершился выходом «на бис» с композицией «Рэп больше не кал». А песня «Адекватно» была использована в саундтреке финального видеоролика с мероприятия, опубликованном 17 декабря.
Музыкальное издательство «А+» представило 27 сентября плейлист «Что такое инди?», куда включены две песни 3H Company.
Изначально назначенные на июнь концерты в московском арт-пространстве Aglomerat и петербургском клубе «Ласточка» были сначала перенесены на ноябрь, а потом отменены.

### 2023
19 и 25 апреля 2023 года состоялись концерты соответственно в Тбилиси (DUST) и Ереване (TUF). В ночь на 14 октября группа выступила в рамках фестиваля Chengeover в Белграде.

### 2024
На 6 мая 2024 был назначен первый концерт в Берлине: на арт-площадке PANDA Platforma должны были выступить Алексей Помигалов, Илья Барамия и Михаил Феничев, представляя коллективы «Есть Есть Есть» и 3H Company. Однако Илья Барамия не смог принять участие в концерте в силу непредвиденных обстоятельств, зато на сцену вышел специальный гость — Кирилл Иванов из группы «СБПЧ».

## Приём

### Реакция на воссоединение
После новости о воссоединении музыкантов на интернет-портале DTF Дмитрием Ханчиным было высказано следующее: «Золотой век нового русского рэпа оказался короток, жанр быстро выдохся и выродился: сейчас в нём властвуют шоумен Моргенштерн и молодняк вроде OG Buda и Soda Luv, которые делают весёлые, но не отягощённые особым смыслом песенки. Так что сейчас для возвращения 2H Company самое время, к тому же ни их тексты, ни музыка за прошедшие 12 лет нисколько не устарели».
Мария Чумак из новостного издания LIVE24 назвала воссоединение «событием, о равных которому успело помечтать столько поколений фанатов, что уже пора бы было и на самом деле произойти».
Милана Стояновска с сайта SRSLY назвала воссоединение «камбэком, который ждали больше десяти лет».
Ведущая церемонии Jager Music Awards 2021 Татьяна Савина назвала 3H Company «культовым рэп-коллективом», добавив: «15 лет назад мир был к нему не готов, но это не помешало им стать легендарными артистами абстрактного рэп-андеграунда»; ведущий Никита Еленев посоветовал зрителям: «Слушайте внимательно, цените каждое слово, ведь там есть, что заценить».
Команда «Севкабель Порта» среди 7 главных своих событий 2021 года отметила 3H Company как «реюнион года».

### Отзывы о дебютном студийном альбоме
Автор «Музыкального блога Сырника и Павлов», музыкальный журналист Павел Яблонский назвал выпуск трибьют-альбома «необычным заходом на реюнион» и отметил свежесть звучания и басовость аранжировок в духе «АИГЕЛ». Но также рецензент выразил неудовлетворённость: «Не очень понятно, зачем всё это нужно помимо фана и ностальгии — от музыки всё мощнейше разит нулевыми»; впрочем, корреспондент предположил предназначение альбома: «Старые слушатели улыбнутся, вспомнят молодость и смахнут слезу, а вместе с ними, глядишь, и молодёжь откроет для себя 2H Company — как ни крути, одно из важнейших явлений на стыке электроники и хип-хопа в истории российской сцены».
Музыкальный журналист, автор Telegram-канала и одноимённого подкаста «Альбомы по пятницам» Павел Борисов отозвался о дебюте 3H Company так: «Сейчас они звучат как не очень нужное ретро, но звучат классно, и на альбоме есть даже парочка хуков!»
Екатеринбургский культурный обозреватель Дмитрий Евгеньевич Ханчин из DTF охарактеризовал новый звук как «более жирный и качающий» в сравнении с 2H Company. Но тоже не понял необходимости переиздания: «Конечно, гениальные тексты Михаила Феничева не утратили актуальности за полтора десятилетия, но и каких-то новых смыслов за это время они не обрели — так и остались вещью в себе».
Музыкальный критик Олег Кармунин, автор документального веб-сериала «История русской поп-музыки», Telegram-канала «Русский Шаффл» и одноимённого подкаста, в рамках рубрики «Обнови плейлист» на официальной странице компании «МегаФон» в «Яндекс.Дзене» описал обновлённые песни как «гораздо более мрачные, вдумчивые и серьёзные» по сравнению с оригиналами 2000-х годов.
Дарья Гладких, музыкальный обозреватель издания «Собака.ru», включила «8 жизней» в список 35 главных альбомов 2021 года.
Редакция сайта «Наш НеФормат» включила альбом в число 23 лучших за год, основываясь на оценке Александра Арляпова, главного редактора томского портала «Новый Рок», и Алексея Коблова, московского журналиста. Первый также включил 3H Company в четвёрку лучших исполнителей года, благодаря чему коллектив также попал в итоговый список 62 лучших артистов и групп 2021 года.

### Отзывы о дебютном мини-альбоме
Музыкальный журналист и критик Алексей Мажаев поставил релизу MYSUKA оценку 7 из 10 и в рецензии для сайта InterMedia написал, что «звучат 3H Company так, будто никакого перерыва не было и они продолжили с того же места» — Михаилы Феничев и Ильин «плетут замысловатую паутину слов и смыслов», а Илья Барамия «сопровождает это гулкими битами». Критик отметил, что тексты по-прежнему обязывают слушателей максимально сосредотачиваться, и добавил: «Впрочем, следить надо не только за смыслом, но и как-то внутренне принимать подачу исполнителей. Кстати, они кажется, нашли определение своему стилю — и вынесли его в заголовок пластинки. Это не то чтобы музыка — но определённо „мызука“».
Музыкальный критик Владимир Наумов написал, что MYSUKA «продолжает в том же духе проветривать мозги слушателей», что и «8 жизней», а также отметил, что Илья Барамия следует своему намерению «убивать басом» от релиза к релизу. Подспудными темами автор назвал «бытовую биомеханику, аутичный шаманизм» и «неврастенический конформизм».

### Реакция на видеоклип
Музыкальный критик и журналист Владимир Наумов, со школьных лет являющийся поклонником 2H Company, назвал видеоклип на песню «Адекватно» «роскошным» и «неадекватно крутым», описав его как «гибрид экзистенциального психодела и советского (некро)реализма. „Фотоувеличение“ режиссёра Антониони встречает историю о Чёрном дембеле, а тревожная свадьба из клипа „Касты“ „Вокруг шум“ сменяется отнюдь не скучными поминками с танцами вдов под сильный продакшен Ильи Барамии». Сары Смит с сайта Directors Notes назвала клип «потрясающим» и отметила заложенные в него идеи резилентности, бунтарства и анархии. На сайте Film Shortage видео было названо «закрученным и захватывающим». Режиссёр и продюсер Роб Улицкий на сайте Promonews написал: «Излучая жуткую, пугающую атмосферу, эстетика кажется анахроничной и вдохновлённой готическим хоррором, что контрастирует с советским художественным направлением и стилем конца XX века».
Видео получило награду международного кинофестиваля короткометражного кино в Париже «GOSH!» за лучшую режиссуру, став первым за все 11 церемоний лауреатом от Российской Федерации, а также Europe Music Awards (EMA) в Кошице в категории «Лучшее музыкальное видео в жанре хип-хоп». Также клип попал в категорию «Музыкальные короткометражные и документальные полнометражные фильмы» официальной программы UK Film Festival. Был отмечен «круглосуточным онлайн-кинофестивалем» Beyond the Short. Наконец, в январе 2023 года клип попал в сегмент «Музыкального видео недели» фестиваля Berlin Music Video Awards, а 20 марта был объявлен в числе десяти номинантов в категории «Most bizarre», в которой по итогам прошедшего 14—17 июня мероприятия разделил второе место с Macgray — «Backbone», уступив победу Slowthai — «Yum». Ещё работа попала в официальный выбор Berlin Commercial awards в категории «Музыкальные видео: культурное влияние».

### Статистика прослушиваний
| Релиз      | Spotify    | YouTube Music | «Музыка ВКонтакте» | Last.fm   |
| ---------- | ---------- | ------------- | ------------------ | --------- |
| «8 жизней» | 103,9 тыс. | 49,5 тыс.     | 39,7 тыс.          | 24,7 тыс. |
| MYSUKA     | 17 тыс.    | 21,7 тыс.     | 12,3 тыс.          | 8,5 тыс.  |
| Всего      | 120,9 тыс. | 73,9 тыс.     | 52 тыс.            | 34,4 тыс. |

## Список выступлений
Ниже представлен список живых и онлайновых выступлений 3H Company.
| Год  | Дата        | Место                             | Ист.    |
| ---- | ----------- | --------------------------------- | ------- |
| 2021 | 4 июля      | Санкт-Петербург, «Севкабель Порт» | [ 28 ]  |
| 2021 | 14 октября  | Москва, Mutabor                   | [ 40 ]  |
| 2021 | 23 октября  | Санкт-Петербург, «Мачты»          | [ 44 ]  |
| 2021 | 11 декабря  | Москва, Blackout                  | [ 47 ]  |
| 2022 | 20 мая      | Студия МТС Live                   | [ 21 ]  |
| 2022 | 25 июня     | Тульская область, Бунырево        | [ 66 ]  |
| 2022 | 6 августа   | Москва, К-30                      | [ 121 ] |
| 2022 | 17 сентября | Томск, завод «Манотомь»           | [ 69 ]  |
| 2023 | 19 апреля   | Тбилиси, DUST                     | [ 77 ]  |
| 2023 | 25 апреля   | Ереван, TUF                       | [ 77 ]  |
| 2023 | 14 октября  | Белград                           | [ 79 ]  |

## Дискография
| «8 жизней» | «8 жизней» |              |
| --- | --- | ------------ |
| Высшие позиции в чартах: — | |              |
| Список композиций \| № \| Название \| Длительность \| \| ------------------- \| -------------------- \| ------------ \| \| 1. \| «Филипп Дик» \| 5:30 \| \| 2. \| «Люди В Чёрном» \| 3:49 \| \| 3. \| «Чушь» \| 3:35 \| \| 4. \| «Семь Жизней» \| 4:12 \| \| 5. \| «Майор Паранойя» \| 3:13 \| \| 6. \| «Полоски» \| 5:25 \| \| 7. \| «Адекватно» \| 4:02 \| \| 8. \| «Рэп: Больше Не Кал» \| 7:50 \| \| 9. \| «Урсула Ким» \| 4:57 \| \| 10. \| «Враги» \| 3:58 \| \| 11. \| «Дзен» \| 4:37 \| \| 12. \| «Огурец Мозга» \| 5:09 \| \| 13. \| «Меланхолия» \| 4:30 \| \| 14. \| «Космос» \| 3:56 \| \| Общая длительность: \| Общая длительность: \| 64:43 \| | Данные - Выпущен: 17 сентября 2021, 14 февраля 2023 - Лейблы: Doing Great Music, «Заплатка» - Формат: цифровая дистрибуция, CD - Время звучания: 65 мин Профессиональные рецензии |              |
| № | Название | Длительность |
| 1. | «Филипп Дик» | 5:30         |
| 2. | «Люди В Чёрном» | 3:49         |
| 3. | «Чушь» | 3:35         |
| 4. | «Семь Жизней» | 4:12         |
| 5. | «Майор Паранойя» | 3:13         |
| 6. | «Полоски» | 5:25         |
| 7. | «Адекватно» | 4:02         |
| 8. | «Рэп: Больше Не Кал» | 7:50         |
| 9. | «Урсула Ким» | 4:57         |
| 10. | «Враги» | 3:58         |
| 11. | «Дзен» | 4:37         |
| 12. | «Огурец Мозга» | 5:09         |
| 13. | «Меланхолия» | 4:30         |
| 14. | «Космос» | 3:56         |
| Общая длительность: | Общая длительность: | 64:43        |

| «MYSUKA» | «MYSUKA» |              |
| --- | --- | ------------ |
| Высшие позиции в чартах: — | |              |
| Список композиций \| № \| Название \| Длительность \| \| ------------------- \| ------------------- \| ------------ \| \| 1. \| «Mysuka, Pt. 1» \| 4:06 \| \| 2. \| «Mysuka, Pt. 2» \| 4:29 \| \| 3. \| «Mysuka, Pt. 3» \| 3:00 \| \| Общая длительность: \| Общая длительность: \| 11:35 \| | Данные - Выпущен: 15 апреля 2022 - Лейбл: Doing Great Music - Формат: цифровая дистрибуция - Время звучания: 12 мин Профессиональные рецензии |              |
| № | Название | Длительность |
| 1. | «Mysuka, Pt. 1» | 4:06         |
| 2. | «Mysuka, Pt. 2» | 4:29         |
| 3. | «Mysuka, Pt. 3» | 3:00         |
| Общая длительность: | Общая длительность: | 11:35        |

## Видеография
| Год  | Дата     | Название    | Режиссёр       | Ссылки | Просмотры |
| ---- | -------- | ----------- | -------------- | ------ | --------- |
| 2022 | 22 марта | «Адекватно» | Лео Горенштейн |        | 93 тыс.   |